# РТ-1
РТ-1 Темп е мобилна тактическа балистична ракета разработена от СССР по време на Студената война. Наименованието ѝ в НАТО е SS-12 Scaleboard и освен това носи и производственото си означение 9М76. Излязлата по-късно модифицирана версия получава означението SS-22 в НАТО, която се оказва само лека модификация и ракетата остава запомнена със старото си означение Scaleboard. РТ-1 влиза в експлоатация в средата на 60-те години на 20 век.
РТ-1 е замислена като тактическа ракета, която да даде възможност за ядрен удар от предните редици на СССР. Ракетата използва същият мобилен ракетен комплекс като на Скъд (МАЗ-543).
Ракетата не е продавана или изнасяна в други страни и в края на 80-те години е разрушена по договора за премахване на ракетите със среден обсег.